# Arya Diwaker

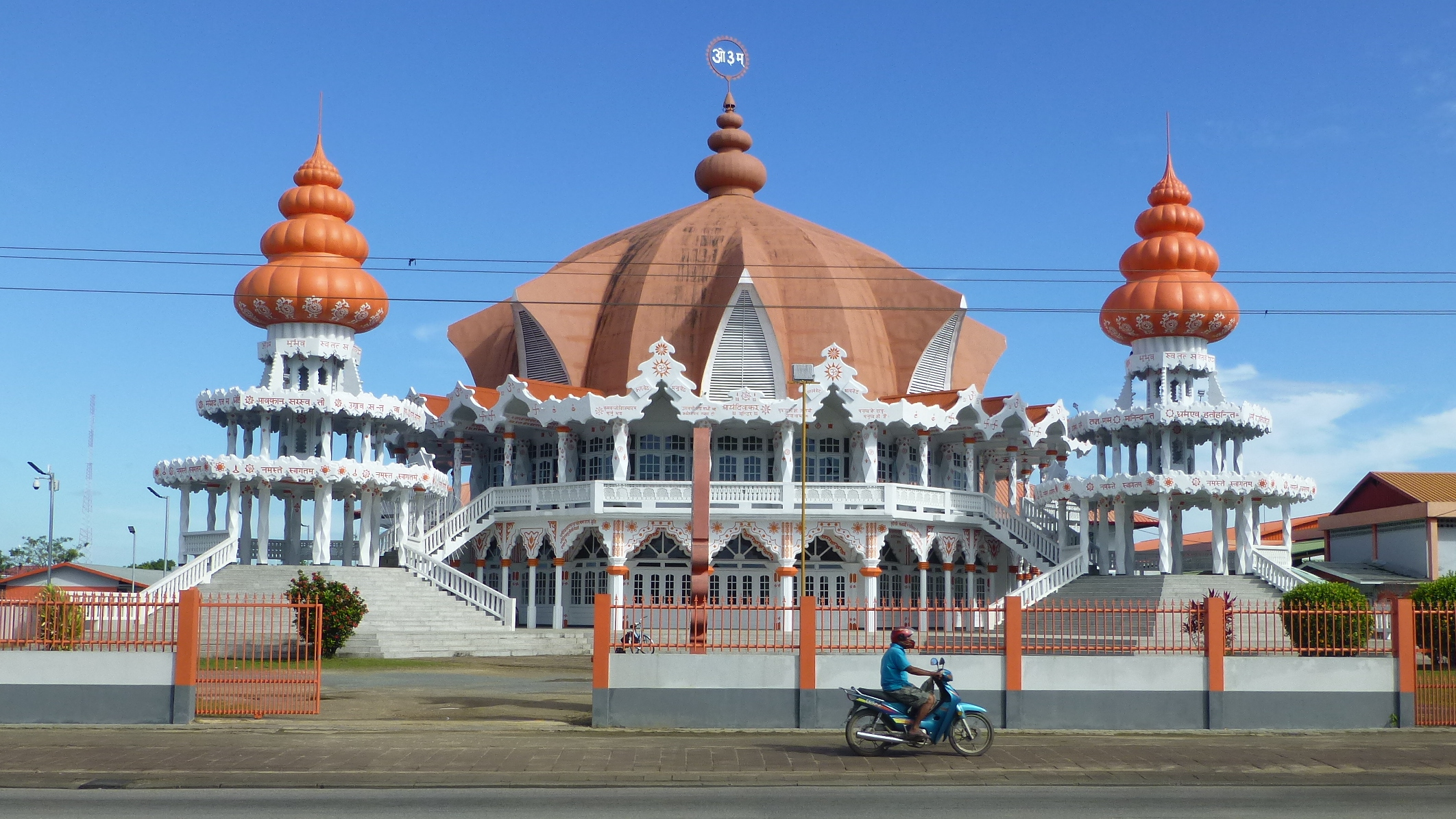
De buitenkant van de tempel

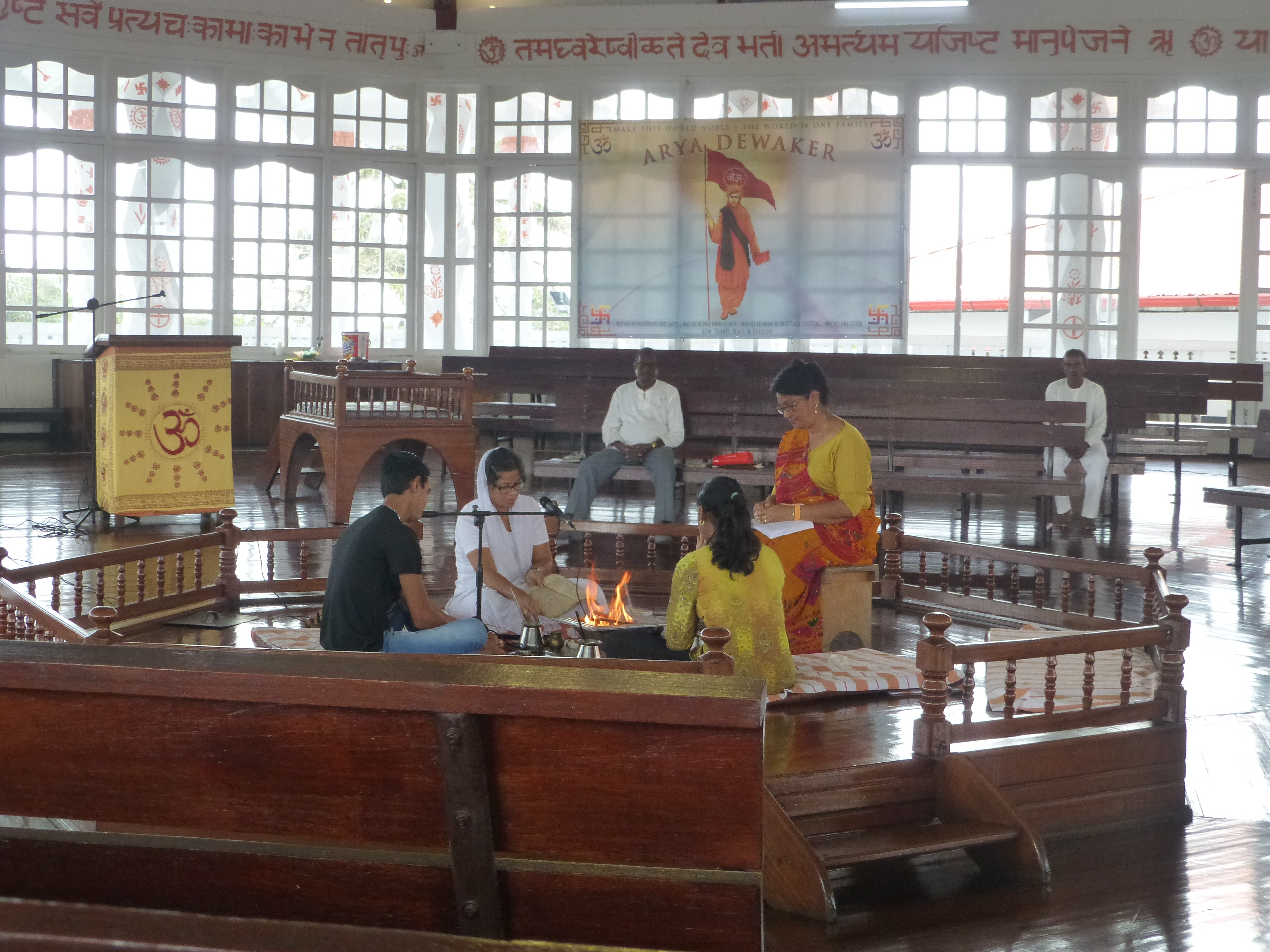
De tempelzaal tijdens een vuurceremonie

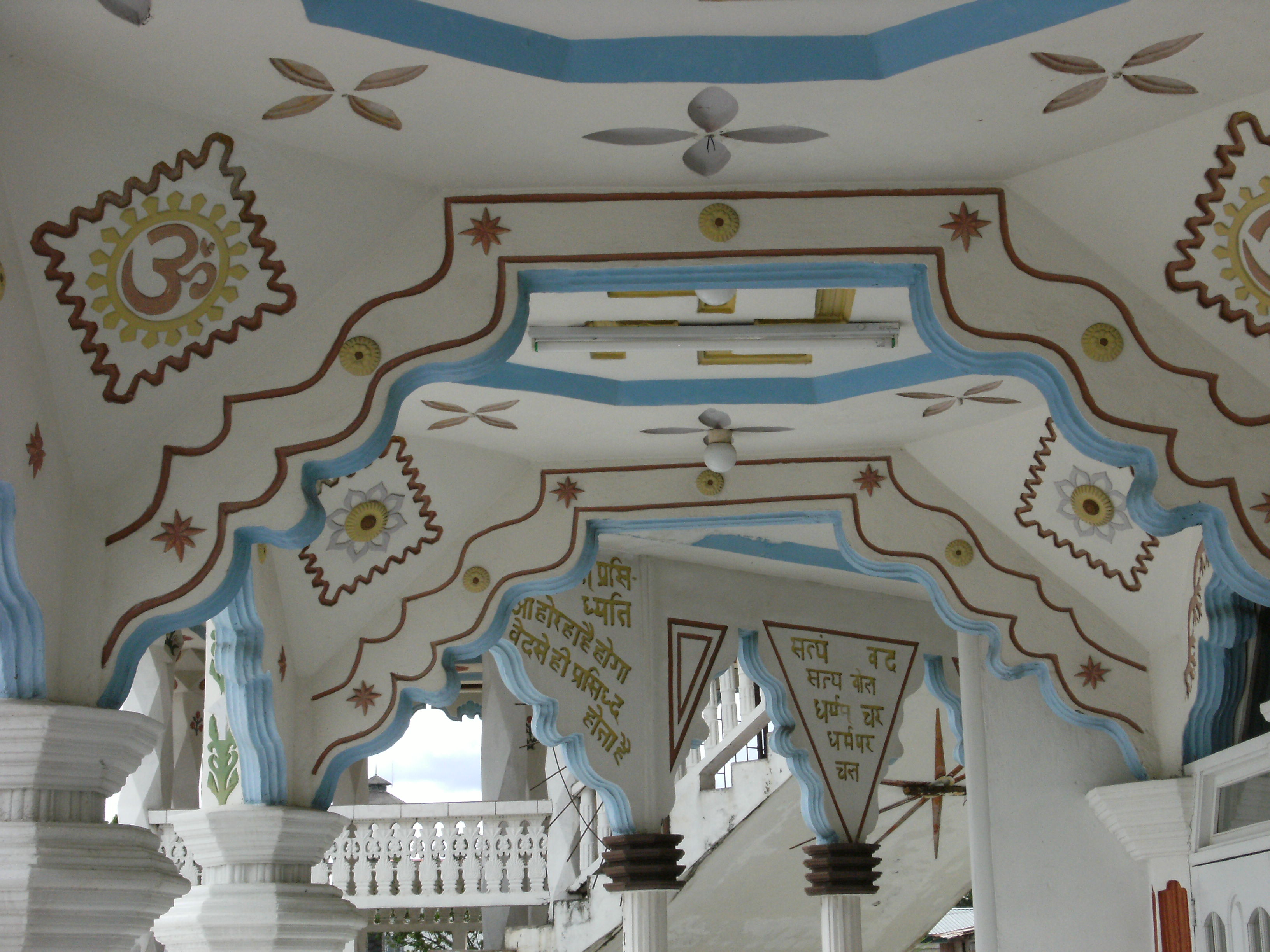
Het plafond van de tempel

Arya Diwaker (Hindi वही आर्य देवकर) is een hindoeïstische vereniging in Suriname en de belangrijkste organisatie van de Surinaamse Arya Samaj. In 2001 opende ze in Paramaribo de grootste hindoetempel van het land. Het heiligdom aan de Johan Adolf Pengelstraat (voorheen: Wanicastraat) trekt bezoekers uit de hele wereld, zowel hindoes als niet-hindoes.

## Naam
De tempel heette tot 2022 Arya Dewaker en werd toen gewijzigd in Arya Diwaker. Op dat moment werd een spelfout gecorrigeerd die jarenlang in de naam had gezeten. De betekenis ervan is Arische zon in het Hindi.

## Geschiedenis
De vereniging Arya Diwaker werd opgericht op 29 september 1929 op initiatief van Mehtā Jaimīnī, een Ārya Samājī die in die tijd door de Caraïben reisde, omdat hij was verbannen uit India. Op 5 februari 1930 ontving de vereniging officieel erkenning van de Nederlandse koloniale overheid.
In 1936 bouwde de vereniging de eerste mandir of tempel, waarin de leden konden samenkomen om daar de rituelen uit te voeren rond het heilige vuur dat voor de erediensten van de Ārya Samāj zo karakteristiek is. Het duurde echter tot 1947 voordat het heiligdom officieel in gebruik genomen werd. Een Arische tempel heeft geen beelden, want het vereren van beelden is in deze beweging verboden. Voorafgaand aan de bouw van dit heiligdom kwamen zij samen in schoollokalen die voor die gelegenheid tijdelijk als tempelzaal waren ingericht. De tempel van 1936 was ingedeeld in overeenstemming met de toen gangbare indeling van een bedehuis van de Ārya Samāj. In 1975 werd deze tempel afgebroken om plaats te maken voor een nieuw gebouw, maar door een ingrijpende verandering in de bouwplannen en als gevolg van financiële moeilijkheden die het resultaat waren van de slechte economische situatie van Suriname in de jaren 80 en 90 van de vorige eeuw duurde de bouw van dit heiligdom meer dan twintig jaar.
De officiële opening van de tempel vond plaats op 11 februari 2001. Omdat Arya Diwaker de belangrijkste organisatie is van de Surinaamse Arya Samaj, ligt het voor de hand om dit bedehuis te beschouwen als de hoofdtempel van de ongeveer 16.661 hindoes die behoren tot deze hindoeïstische hervormingsbeweging geïnspireerd door Swami Dayananda Sarasvati (1823-1883).

## Symboliek van de tempel
Het nieuwe heiligdom dat in 2001 geopend werd verschilt volledig van alle eerder gebouwde tempels van de Ārya Samāj, omdat de Nederlandse architect Arthur E. de Groot een achthoekig gebouw van twee verdiepingen ontwierp. Dat deed hij in nauwe samenwerking met de leden van het bestuur en de bouwcommissie van Arya Diwaker. De benedenverdieping bestaat uit een ruime ontvangstzaal met daarnaast nog enkele kleinere lokalen en een ruimte waarin de bibliotheek gehuisvest is. Op de bovenverdieping vindt men de eigenlijke tempelzaal waar de rituelen worden uitgevoerd. De plaats voor het vuur bevindt zich in het midden. Daaromheen zijn in cirkels de banken opgesteld. Daar kunnen de bezoekers en de geestelijken plaatsnemen. Deze opstelling wil duidelijk maken dat allen die de ceremonie bijwonen en daaraan deelnemen in principe gelijk zijn. Het gebouw is achthoekig, maar daardoor geeft het de indruk dat het rond is. Dat verwijst naar de ronde vorm van de zon, de maan en de aarde. De drie torens verwijzen naar de drie eeuwige grootheden die samen het geheel van onze werkelijkheid vormen: God, mens en natuur. De spitsen van de twee kleinere torens en boven op de hoofdkoepel hebben alle drie vier niveaus, een aantal dat verwijst naar de vier Veda's, de oudste religieuze geschriften van het hindoeïsme. Ook deze tempel heeft geen enkel beeld. Maar op de muren en de plafonds staan swastika's, Om-tekens en Sanskriet en Hindi spreuken in devanagari schrift. Sommige spreuken hebben een ritueel karakter, zoals de Gayatri-mantra ontleend aan de Rig Veda (3,62.10); andere spreuken hebben een ethisch karakter. Enkele daarvan komen uit de Manusmrti (Mānava Dharmashāstra). De swastika verwijst naar het eeuwig heil, het Om-teken naar God, terwijl het reciteren van spreuken uit de Veda's volgens de hindoes een heel gunstige bovennatuurlijke uitwerking heeft.
De architect wilde een 'tropische tempel' bouwen, met brede dakranden, ruime veranda's en ramen ingedeeld in kleine ruitjes. Dit zijn karakteristieke bouwelementen die overal in Suriname en ook in andere Caraïbische landen te vinden zijn. Tegelijkertijd is aan het gebouw te zien dat de architect zich eveneens heeft laten inspireren door de architectuur uit de tijd van de Moren in Spanje en de Mogoels in India.
Bij de restauratie van 2016-2018 werd het plafond van de tempel vernieuwd. De platen van het plafond zijn nu bedekt met witte kunststof waardoor het in de tempelzaal veel lichter is geworden. Maar helaas is bij deze restauratie ook een deel van de zuidelijke omheining met de mantra's die daarop staan weggehaald ten behoeve van een parkeerplaats voor een nabijgelegen supermarkt.